# Hermanville-sur-Mer
 (novembre 2022).
Pour l’article ayant un titre homophone, voir Hermanville.
Hermanville-sur-Mer est une commune française, située dans le département du Calvados en région Normandie, peuplée de 3 263 habitants (les Hermanvillais ou les Hermois).

## Géographie
La commune d'Hermanville-sur-Mer se situe sur la Côte de Nacre entre les communes de Lion-sur-Mer et de Colleville-Montgomery.

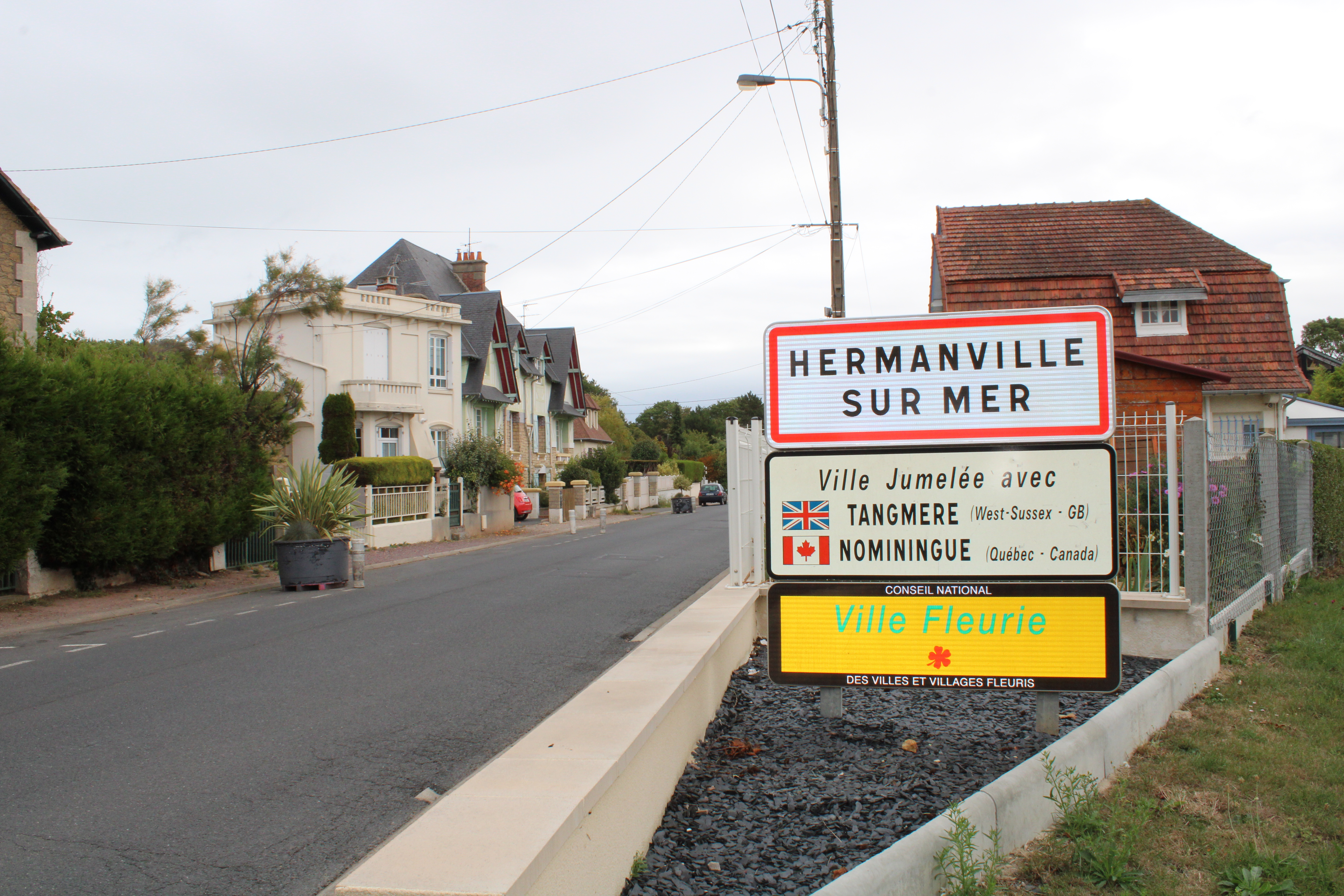
Entrée de la ville.

| Lion-sur-Mer      | Lion-sur-Mer, Mer de la Manche            | Mer de la Manche      |
| Cresserons        | Hermanville-sur-Mer                       | Colleville-Montgomery |
| Plumetot, Mathieu | Périers-sur-le-Dan, Colleville-Montgomery | Colleville-Montgomery |

### Hydrographie
La commune est située dans le bassin Seine-Normandie. Elle est drainée par le ruisseau de la Rosière et  et un autre petit cours d'eau,.

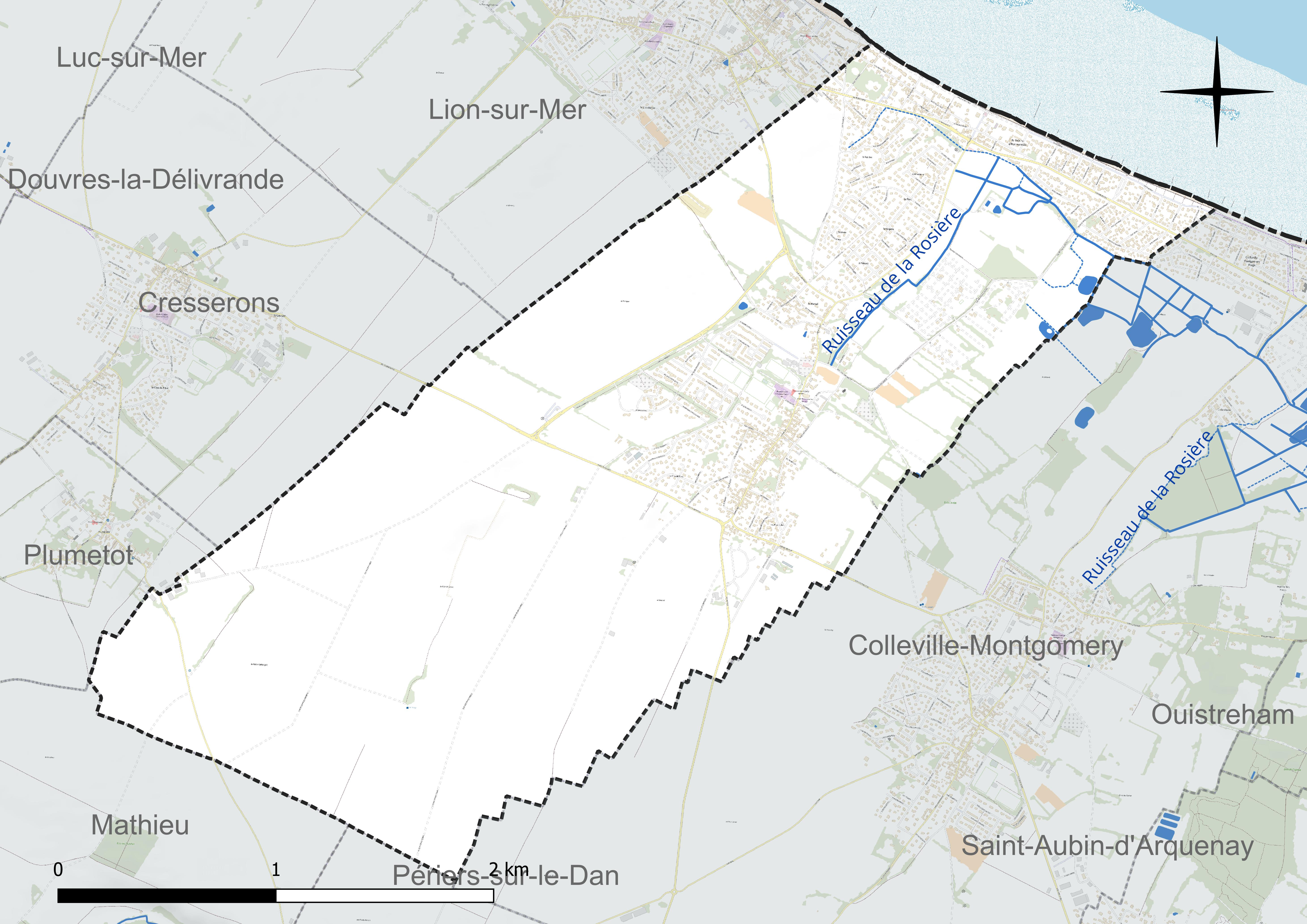
Réseau hydrographique d'Hermanville-sur-Mer.

### Climat
Pour des articles plus généraux, voir Climat de la Normandie et Climat du Calvados.
En 2010, le climat de la commune est de type climat océanique altéré, selon une étude du CNRS s'appuyant sur une série de données couvrant la période 1971-2000. En 2020, Météo-France publie une typologie des climats de la France métropolitaine dans laquelle la commune est exposée à un climat océanique et est dans la région climatique  Normandie (Cotentin, Orne), caractérisée par une pluviométrie relativement élevée (850 mm/a) et un été frais (15,5 °C) et venté. Parallèlement le GIEC normand, un groupe régional d'experts sur le climat, différencie quant à lui, dans une étude de 2020, trois grands types de climats pour la région Normandie, nuancés à une échelle plus fine par les facteurs géographiques locaux. La commune est, selon ce zonage, exposée à un « climat des plateaux abrités », correspondant à la plaine agricole de Caen à Falaise, sous le vent des collines de Normandie et proche de la mer, se caractérisant par une pluviométrie et des contraintes thermiques modérées.
Pour la période 1971-2000, la température annuelle moyenne est de 10,9 °C, avec  une amplitude thermique annuelle de 11,9 °C. Le cumul annuel moyen de précipitations est de 643 mm, avec 11,5 jours de précipitations en janvier et 7,1 jours en juillet. Pour la période 1991-2020, la température moyenne annuelle observée sur la station météorologique la plus proche, située sur la commune de Sallenelles à 7 km à vol d'oiseau, est de 11,8 °C et le cumul annuel moyen de précipitations est de 735,8 mm,. Pour l'avenir, les paramètres climatiques de la commune estimés pour 2050 selon différents scénarios d'émission de gaz à effet de serre sont consultables sur un site dédié publié par Météo-France en novembre 2022.

## Urbanisme

### Typologie
Au 1er janvier 2024, Hermanville-sur-Mer est catégorisée ceinture urbaine, selon la nouvelle grille communale de densité à 7 niveaux définie par l'Insee en 2022.
Elle appartient à l'unité urbaine de Hermanville-sur-Mer, une agglomération intra-départementale dont elle est ville-centre,. Par ailleurs la commune fait partie de l'aire d'attraction de Caen, dont elle est une commune de la couronne,. Cette aire, qui regroupe 296 communes, est catégorisée dans les aires de 200 000 à moins de 700 000 habitants,.
La commune, bordée par la baie de Seine, est également une commune littorale au sens de la loi du 3 janvier 1986, dite loi littoral. Des dispositions spécifiques d'urbanisme s'y appliquent dès lors afin de préserver les espaces naturels, les sites, les paysages et l'équilibre écologique du littoral, tel le principe d'inconstructibilité, en dehors des espaces urbanisés, sur la bande littorale des 100 mètres, ou plus si le plan local d'urbanisme le prévoit.

### Occupation des sols
L'occupation des sols de la commune, telle qu'elle ressort de la base de données européenne d'occupation biophysique des sols Corine Land Cover (CLC), est marquée par l'importance des territoires agricoles (76,8 % en 2018), en diminution par rapport à 1990 (81,1 %). La répartition détaillée en 2018 est la suivante : 
terres arables (66,9 %), zones urbanisées (19,2 %), prairies (9,8 %), espaces verts artificialisés, non agricoles (3,1 %), zones humides côtières (1 %), zones agricoles hétérogènes (0,1 %). L'évolution de l'occupation des sols de la commune et de ses infrastructures peut être observée sur les différentes représentations cartographiques du territoire : la carte de Cassini (XVIIIe siècle), la carte d'état-major (1820-1866) et les cartes ou photos aériennes de l'IGN pour la période actuelle (1950 à aujourd'hui).

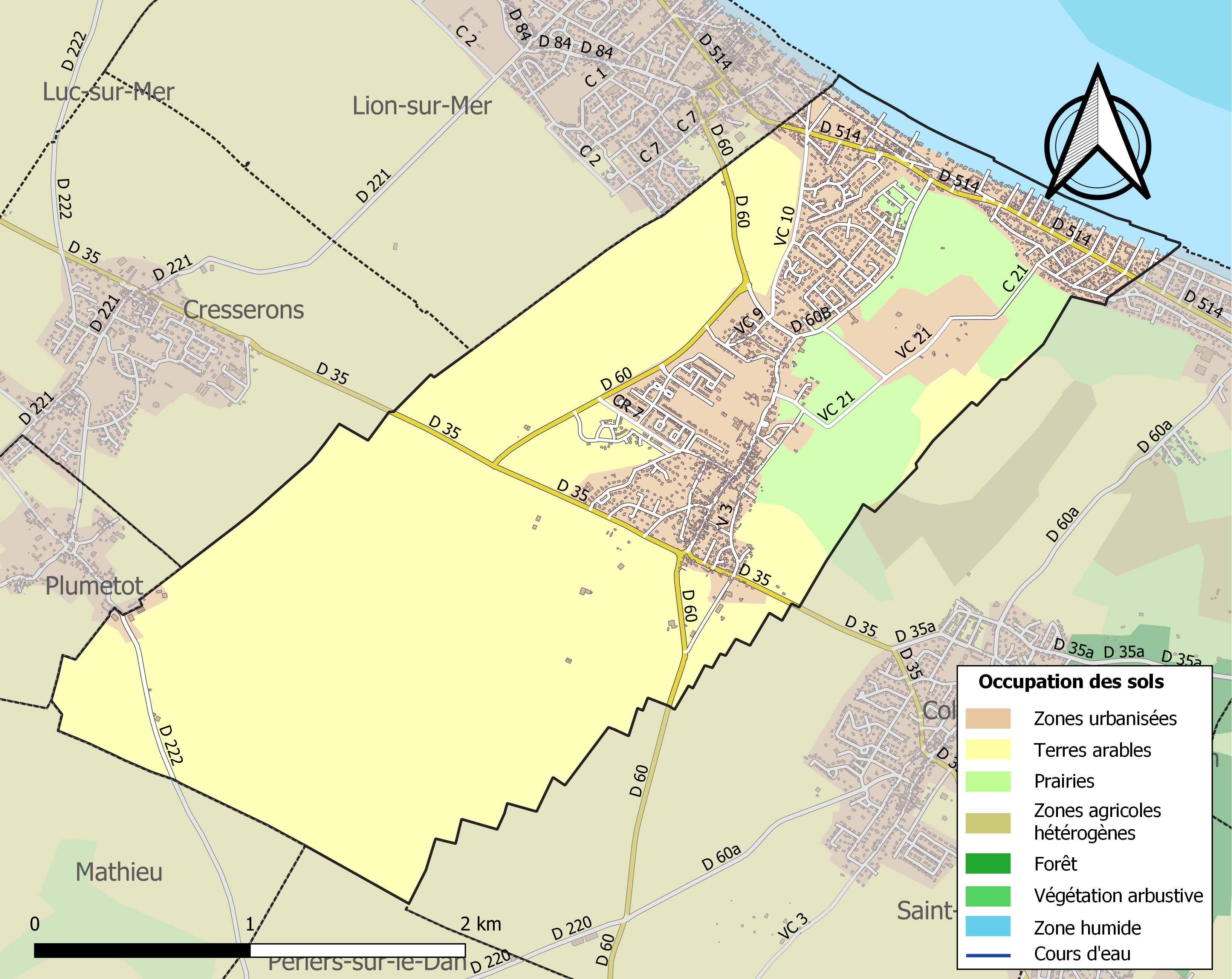
Carte des infrastructures et de l'occupation des sols de la commune en 2018 (CLC).

## Toponymie
Le nom de la localité est attesté sous la forme latinisée Hermanvilla au Moyen Âge. Hermanville devient Hermanville-sur-Mer en 1884.
Il s'agit d'une formation toponymique médiévale en -ville au sens ancien de « domaine rural ». Elles sont extrêmement fréquentes en Normandie septentrionale et dans la partie côtière du Bessin. Le premier élément Herman- représente un anthroponyme conformément à la règle générale pour ces types toponymiques.
Les toponymistes y reconnaissent le nom de personne de type germanique Herman(n) (certains le donnent avec une désinence latinisée Hermanus ou Hermannus qui est celle des documents rédigés en latin médiéval dans lesquels ces noms de personnes sont cités).
L'homophonie avec Hermanville (Seine-Maritime) est sans doute fortuite.

## Histoire

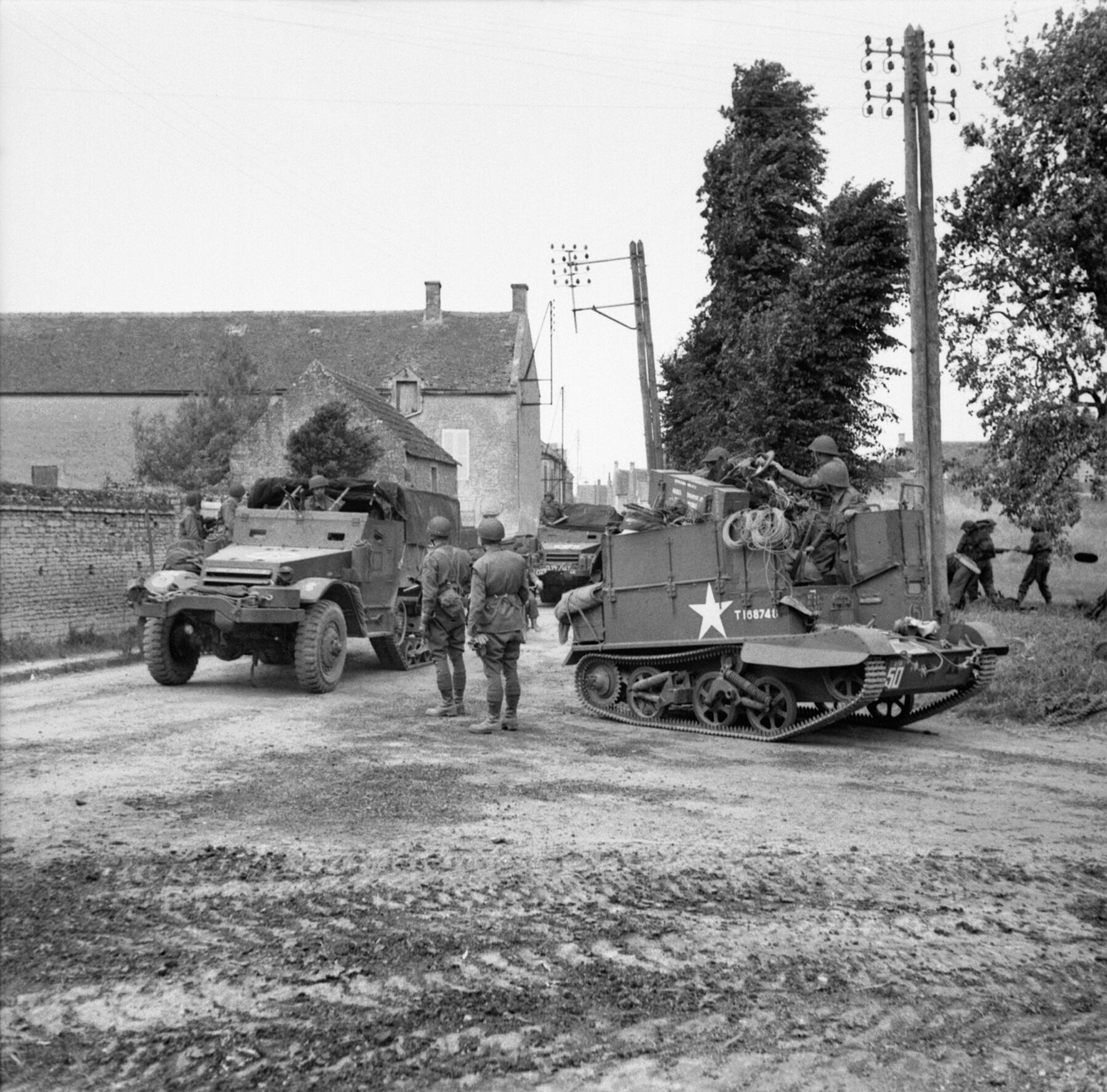
Troupes motorisées blindées alliées américaines progressant non loin d'Hermanville-sur-Mer, peu après le débarquement des Britanniques sur Gold et Sword Beaches.

La paroisse appartenait au XVIIe siècle à une branche de la famille de Vauquelin, seigneurs des Yveteaux, et fut érigée en marquisat en 1651 pour Hercule Vauquelin. Ils furent magistrats puis officiers, et s'éteignirent en 1782. 
La station balnéaire, séparée du vieux bourg, s'est construite progressivement, de Lion-sur-Mer vers l'est, à partir de 1867.
La plage Sword Beach a été une des plages du débarquement anglais du 6 juin 1944.

## Politique et administration

### Rattachements administratifs et électoraux
Hermanville-sur-Mer appartient à l'arrondissement de Caen et au canton d'Ouistreham depuis le redécoupage cantonal de 2014. Avant cette date, la commune faisait partie du canton de Douvres-la-Délivrande.
Pour l'élection des députés, elle est rattachée à la cinquième circonscription du Calvados, représentée depuis 2017 par Bertrand Bouyx (LREM).

### Intercommunalité
Depuis 2003, la commune appartient à la communauté urbaine Caen la Mer.

### Liste des maires
| Période                                  | Période                  | Identité                      | Étiquette | Qualité                                              |
| ---------------------------------------- | ------------------------ | ----------------------------- | --------- | ---------------------------------------------------- |
| ?                                        | ?                        | Albert Le Féron de Longcamp   |           | Docteur en droit                                     |
| 1912                                     | ?                        | Leuilleux                     |           |                                                      |
| 1920                                     | ?                        | Édouard Lory                  |           | Agriculteur                                          |
| ?                                        | décembre 1934 (décès)    | M. Abraham                    |           | Percepteur honoraire Officier de la Légion d'honneur |
| ?                                        | juillet 1942             | M. Lemarchand                 |           | Démissionnaire d'office                              |
| Les données manquantes sont à compléter. |                          |                               |           |                                                      |
| vers 1948                                | mai 1953                 | Henri Pichereau               |           |                                                      |
| mai 1953                                 | mars 1971                | Henri Spriet                  |           | Ancien président de la Chambre de commerce de Caen   |
| mars 1971                                | octobre 1975 (démission) | Paul Gueunet                  |           |                                                      |
| octobre 1975                             | mars 1985 (décès)        | François Le Féron de Longcamp |           | Réélu en 1977 et 1983                                |
| avril 1985                               | mars 1989                | Charles Lamare                |           | Ancien directeur de société                          |
| mars 1989                                | juin 1995                | Paul Lapôtre                  |           | Cadre de banque retraité                             |
| juin 1995                                | mai 2020                 | Jacques Lelandais             | PS        | Retraité du CNRS Réélu en 2001, 2008 et 2014         |
| mai 2020                                 | En cours                 | Pierre Schmit                 | SE        | Directeur d'établissement public culturel régional   |
| Les données manquantes sont à compléter. |                          |                               |           |                                                      |

Le conseil municipal est composé de vingt-trois membres dont le maire et six adjoints.

## Démographie
L'évolution du nombre d'habitants est connue à travers les recensements de la population effectués dans la commune depuis 1793. Pour les communes de moins de 10 000 habitants, une enquête de recensement portant sur toute la population est réalisée tous les cinq ans, les populations de référence des années intermédiaires étant quant à elles estimées par interpolation ou extrapolation. Pour la commune, le premier recensement exhaustif entrant dans le cadre du nouveau dispositif a été réalisé en 2007.
En 2022, la commune comptait 3 263 habitants, en évolution de +6,49 % par rapport à 2016 (Calvados : +1,58 %, France hors Mayotte : +2,11 %).
| 1793 | 1800 | 1806 | 1821 | 1831 | 1836 | 1841 | 1846 | 1851 |
| ---- | ---- | ---- | ---- | ---- | ---- | ---- | ---- | ---- |
| 700  | 642  | 784  | 799  | 847  | 864  | 844  | 879  | 878  |

| 1856 | 1861 | 1866 | 1872 | 1876 | 1881 | 1886 | 1891 | 1896 |
| ---- | ---- | ---- | ---- | ---- | ---- | ---- | ---- | ---- |
| 822  | 821  | 776  | 801  | 790  | 778  | 715  | 746  | 705  |

| 1901 | 1906 | 1911 | 1921 | 1926 | 1931 | 1936 | 1946 | 1954  |
| ---- | ---- | ---- | ---- | ---- | ---- | ---- | ---- | ----- |
| 702  | 722  | 747  | 673  | 612  | 630  | 630  | 882  | 1 037 |

| 1962  | 1968  | 1975  | 1982  | 1990  | 1999  | 2006  | 2007  | 2012  |
| ----- | ----- | ----- | ----- | ----- | ----- | ----- | ----- | ----- |
| 1 065 | 1 160 | 1 312 | 1 753 | 2 113 | 2 661 | 2 692 | 2 697 | 2 801 |

| 2017  | 2022  | - | - | - | - | - | - | - |
| ----- | ----- | - | - | - | - | - | - | - |
| 3 110 | 3 263 | - | - | - | - | - | - | - |

Les communes de Lion-sur-Mer et Hermanville-sur-Mer forment une unité urbaine de 5 266 habitants (2010).

## Culture locale et patrimoine

### Lieux et monuments
- Église Saint-Pierre (XIe siècle). Le clocher du XIIe siècle et chœur du XIIIe siècle sont inscrits aux monuments historiques[35]. Elle abrite un ensemble autel-retable-statues du XVIIe classé à titre d'objet[36].
- Manoir de Prébois (XVIIIe siècle) inscrit en 1968[37].
- Villa la Bluette, construite en 1899 par Hector Guimard, classé en 2005. Le garage est inscrit en 2005[38].
- Immeuble dit La Sapinière, également d'Hector Guimard, inscrit en 2015[39].
- Cimetière britannique de la Seconde Guerre mondiale (1 005 tombes).
- Chapelle Notre-Dame-de-la-Paix de La Brèche[40] années 1950.
- Char Centaur IV[41] à l'entrée de la commune en venant de Colleville-Montgomery par la D 514, restauré par l'Imperial War Museum, identique à ceux qui débarquèrent le 6 juin 1944 sur la plage de Sword Beach au sein de la 5e batterie blindée de soutien des Royal Marines, avec les premiers fantassins du 1er bataillon du South Lancashire Regiment et le 2nd bataillon du East Yorkshire Regiment de la 3e division d'infanterie britannique. Ces chars étaient équipés d'un canon de 95 mm et pesaient 28 tonnes.
- Statue Le Matelot - Orlogsgasten, située place du cuirassé Courbet, inaugurée en 2004. C'est une copie de celle située sur la place de Normandie (no) à Oslo, réalisée par Per Palle Storm (en).

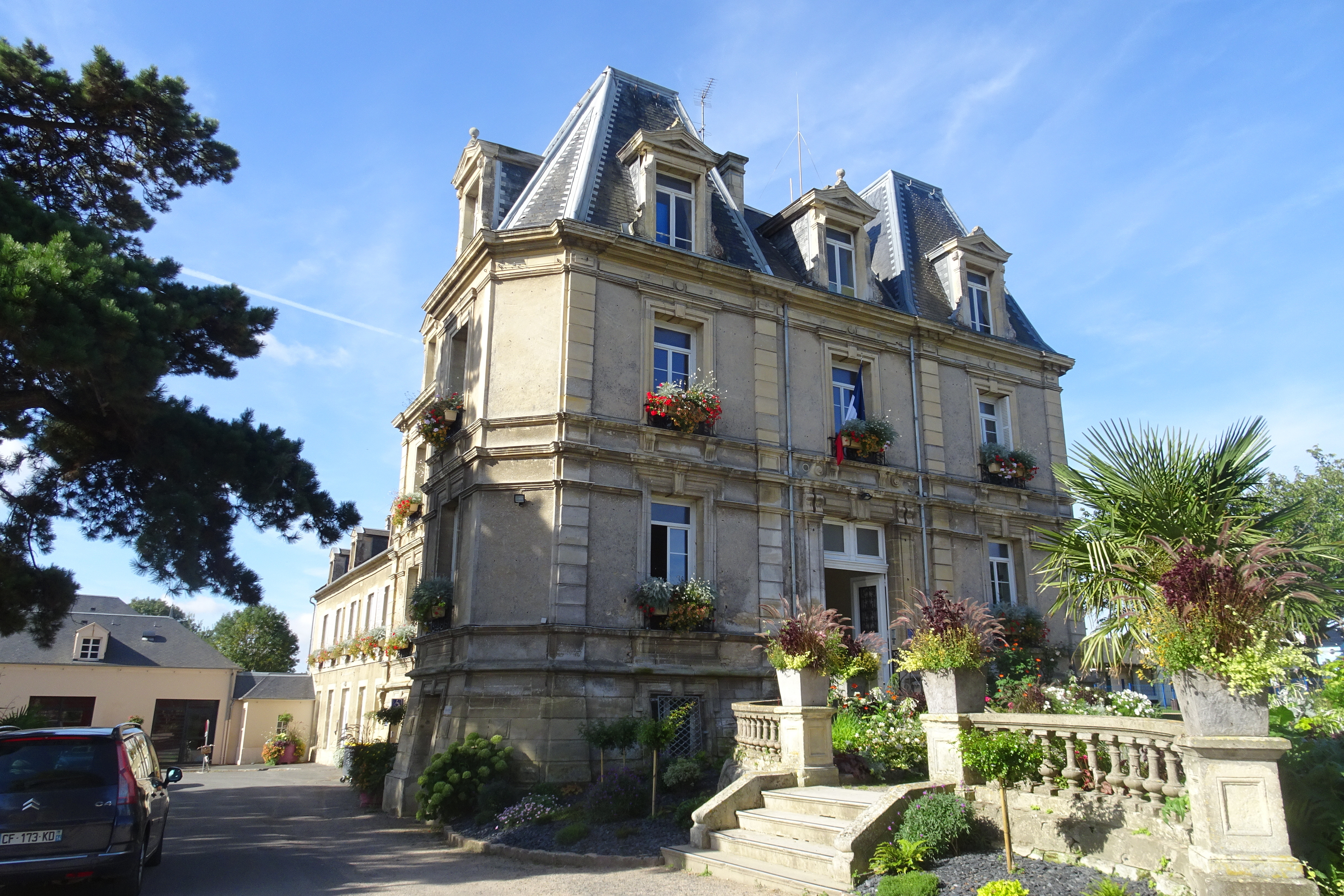
La Mairie
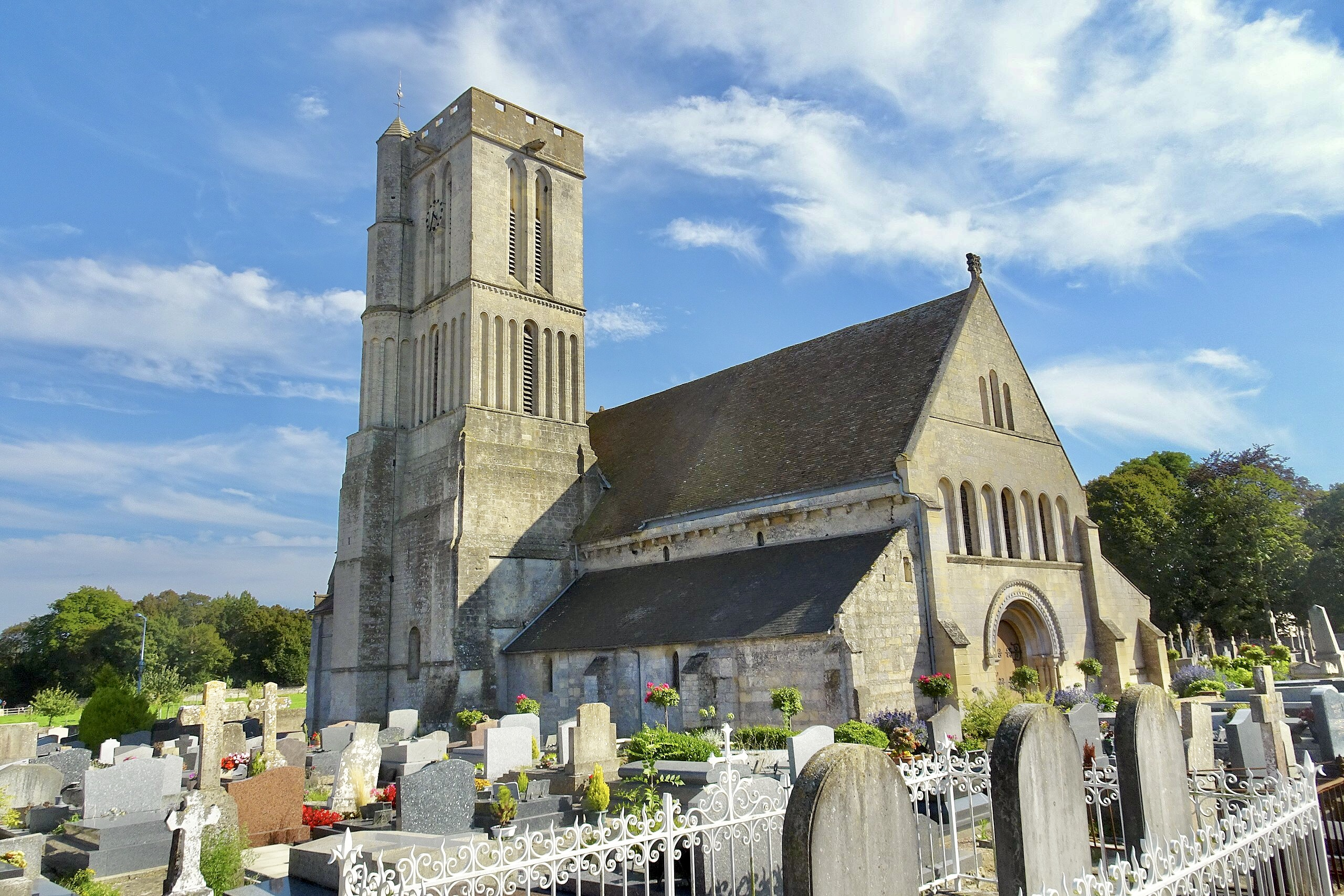
L'Eglise Saint-Pierre
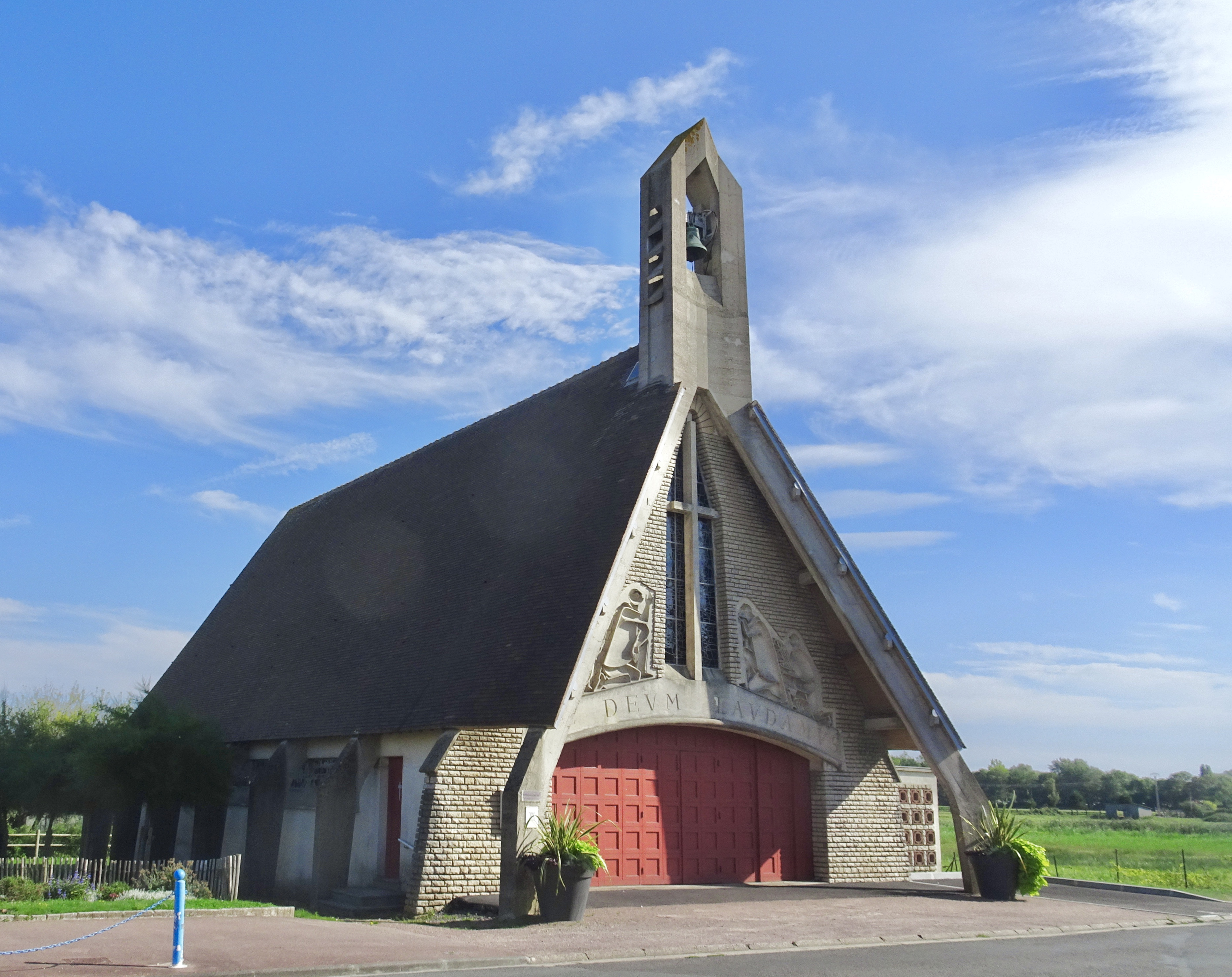
L'Eglise de La Brèche
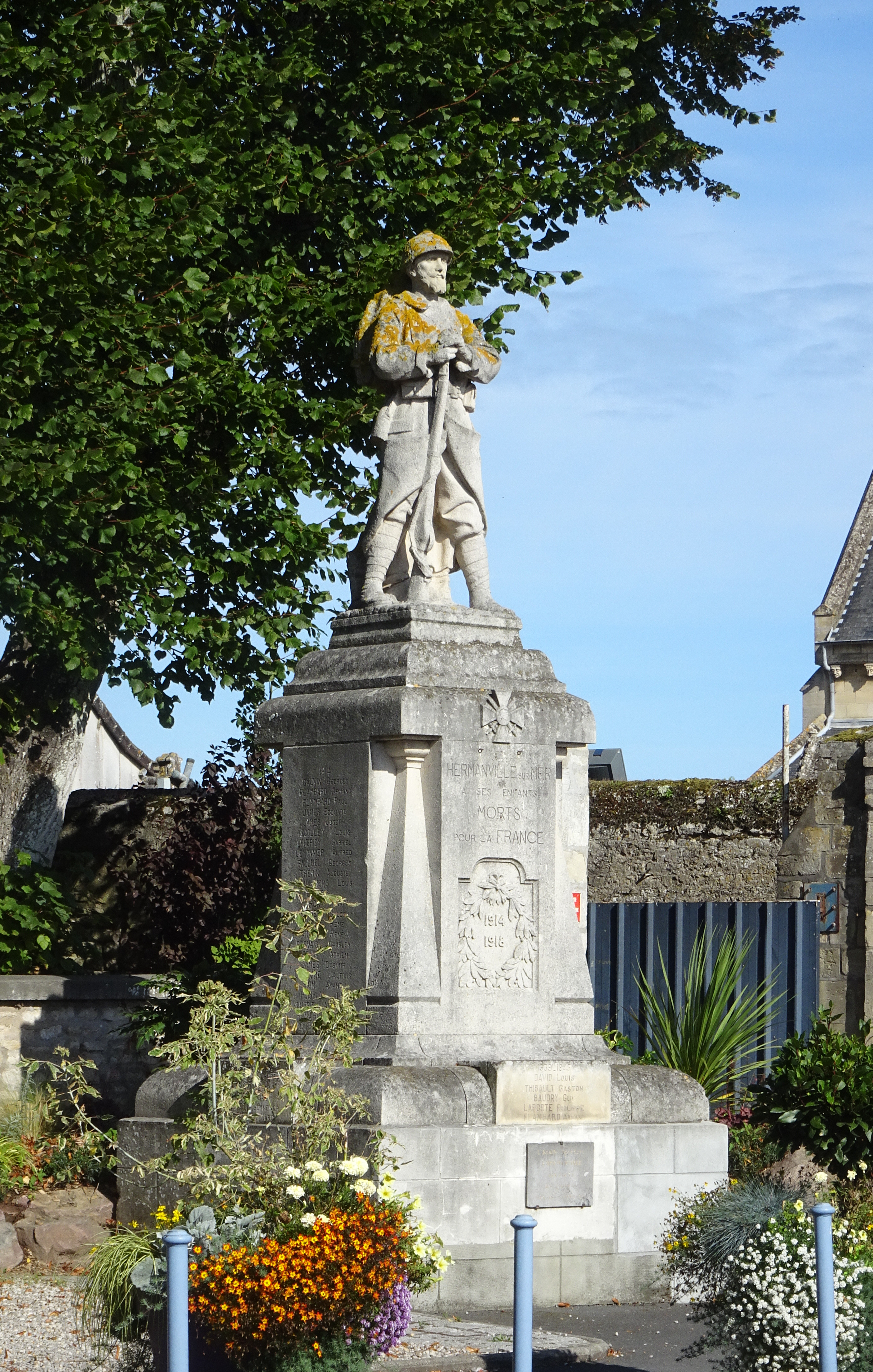
Le Monument aux morts

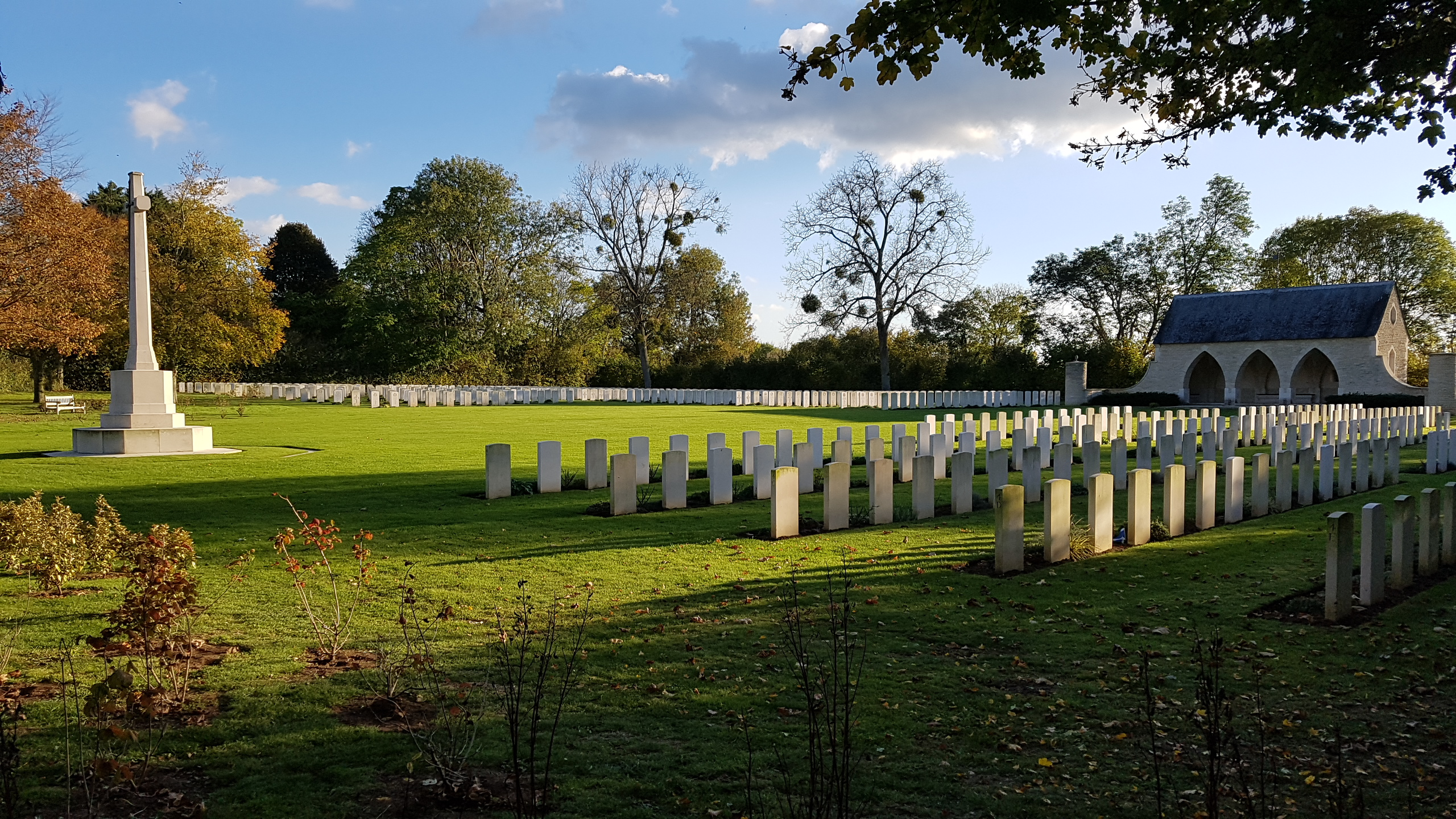
Le Cimetière militaire britannique
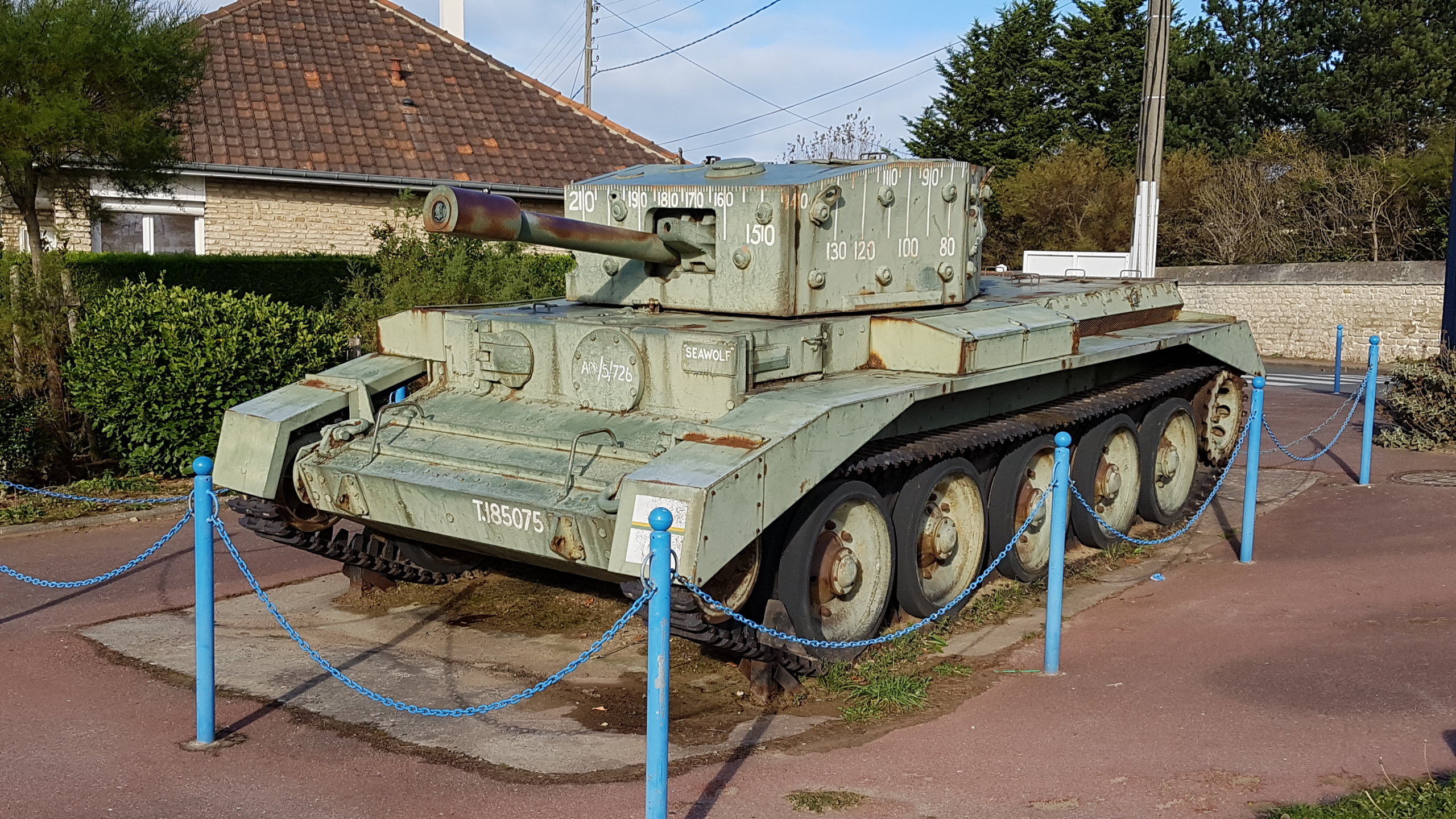
Char Centaur IV
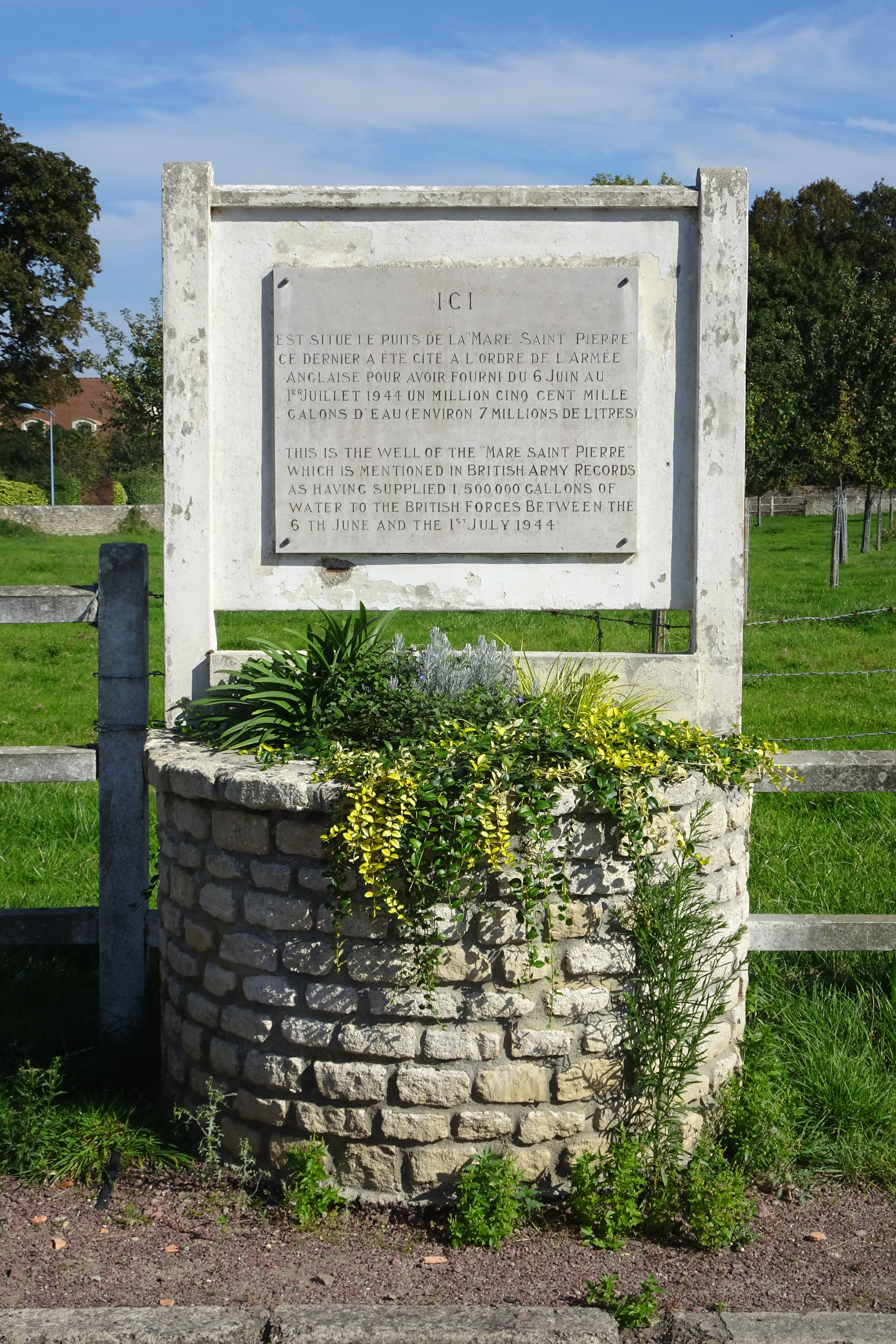
Le Puits de la mare Saint-Pierre
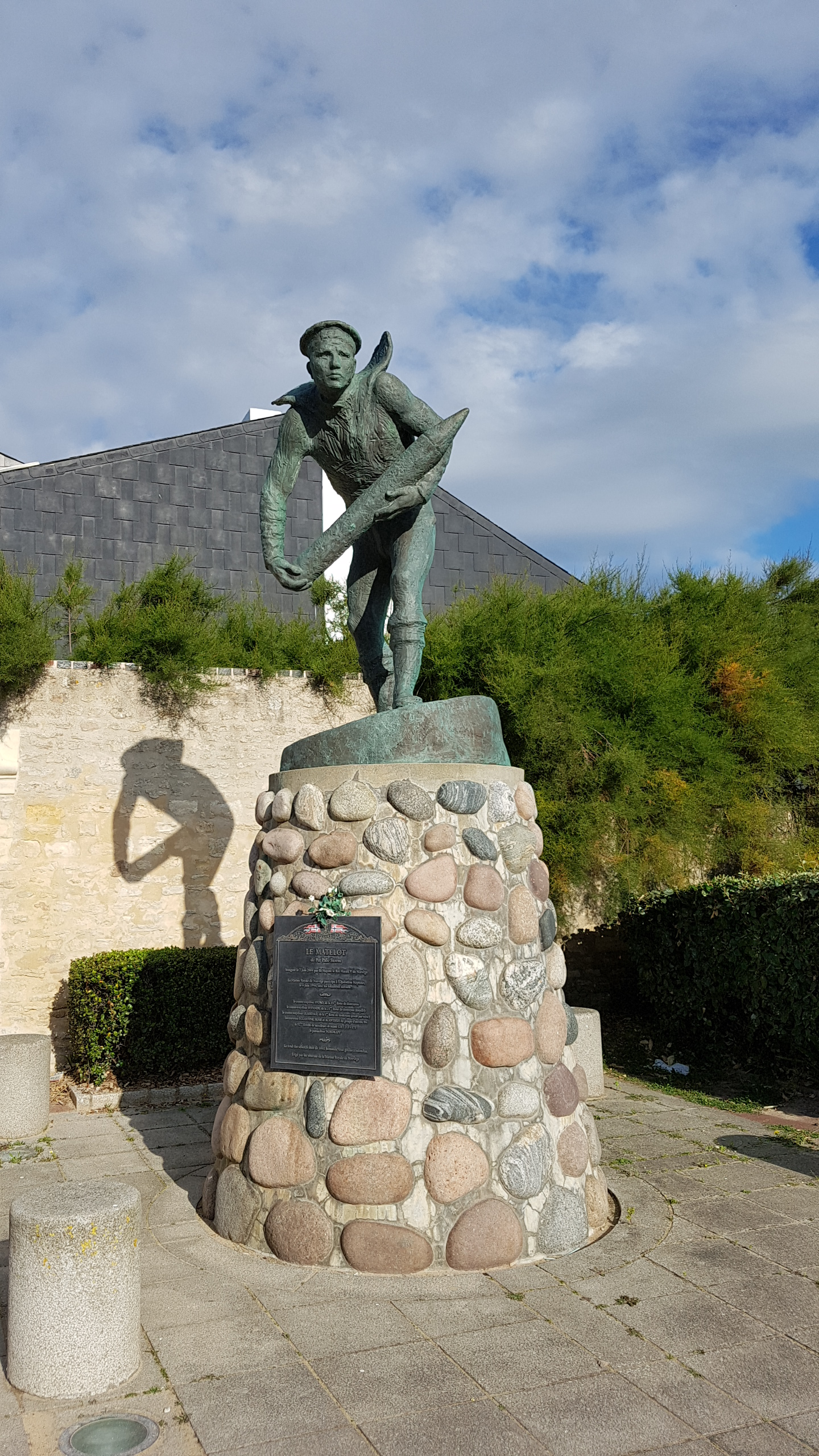
"Le Matelot" hommage à la marine norvégienne

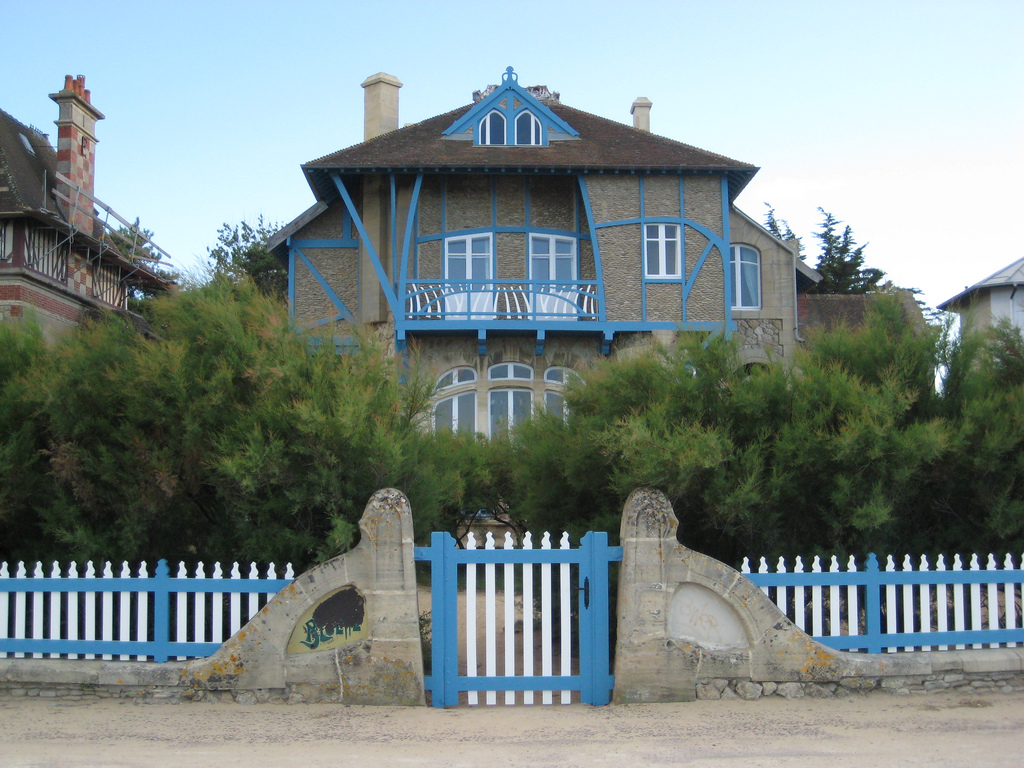
Villa La Bluette
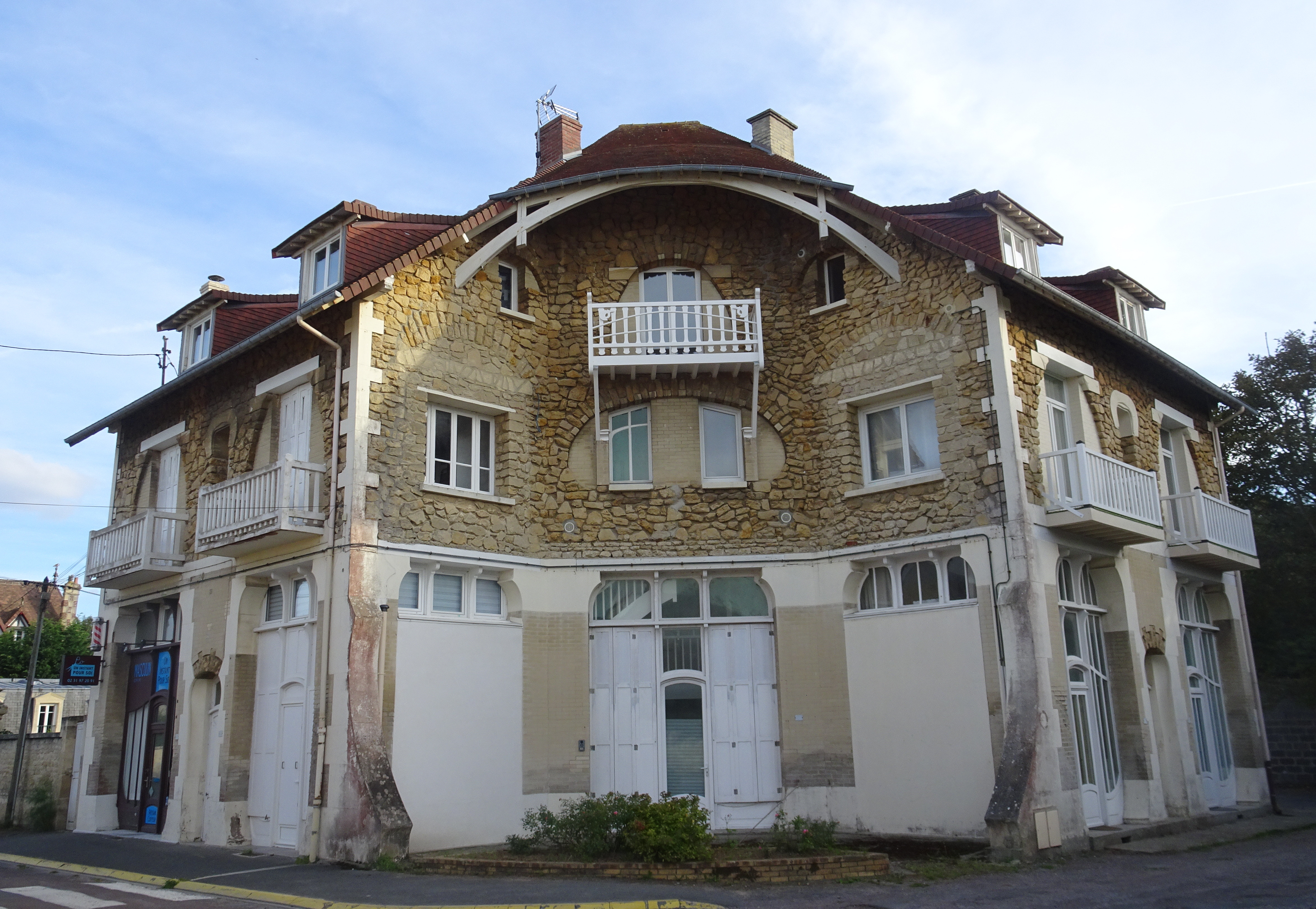
Immeuble La Sapinière
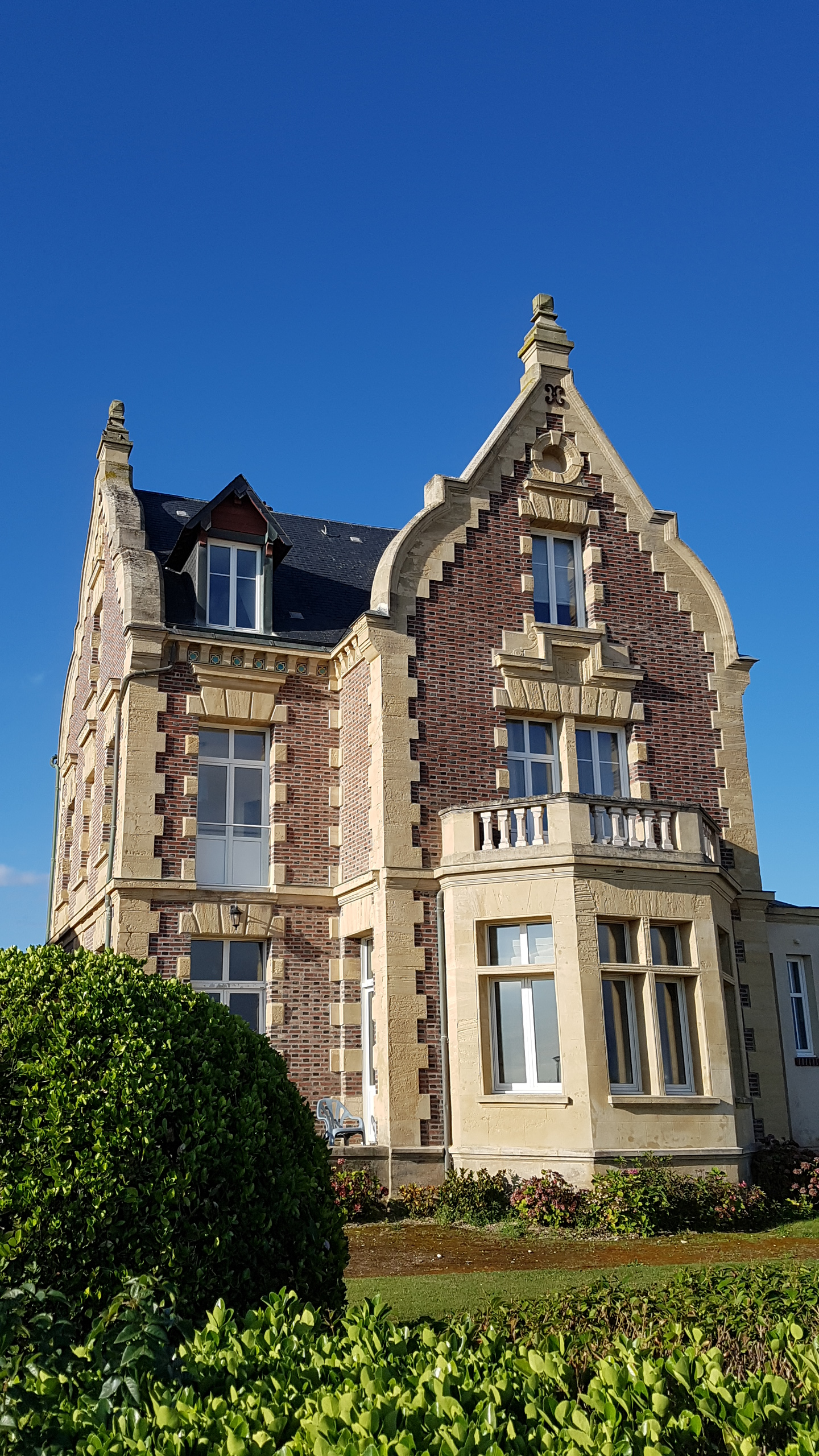
Villa Les Dunes
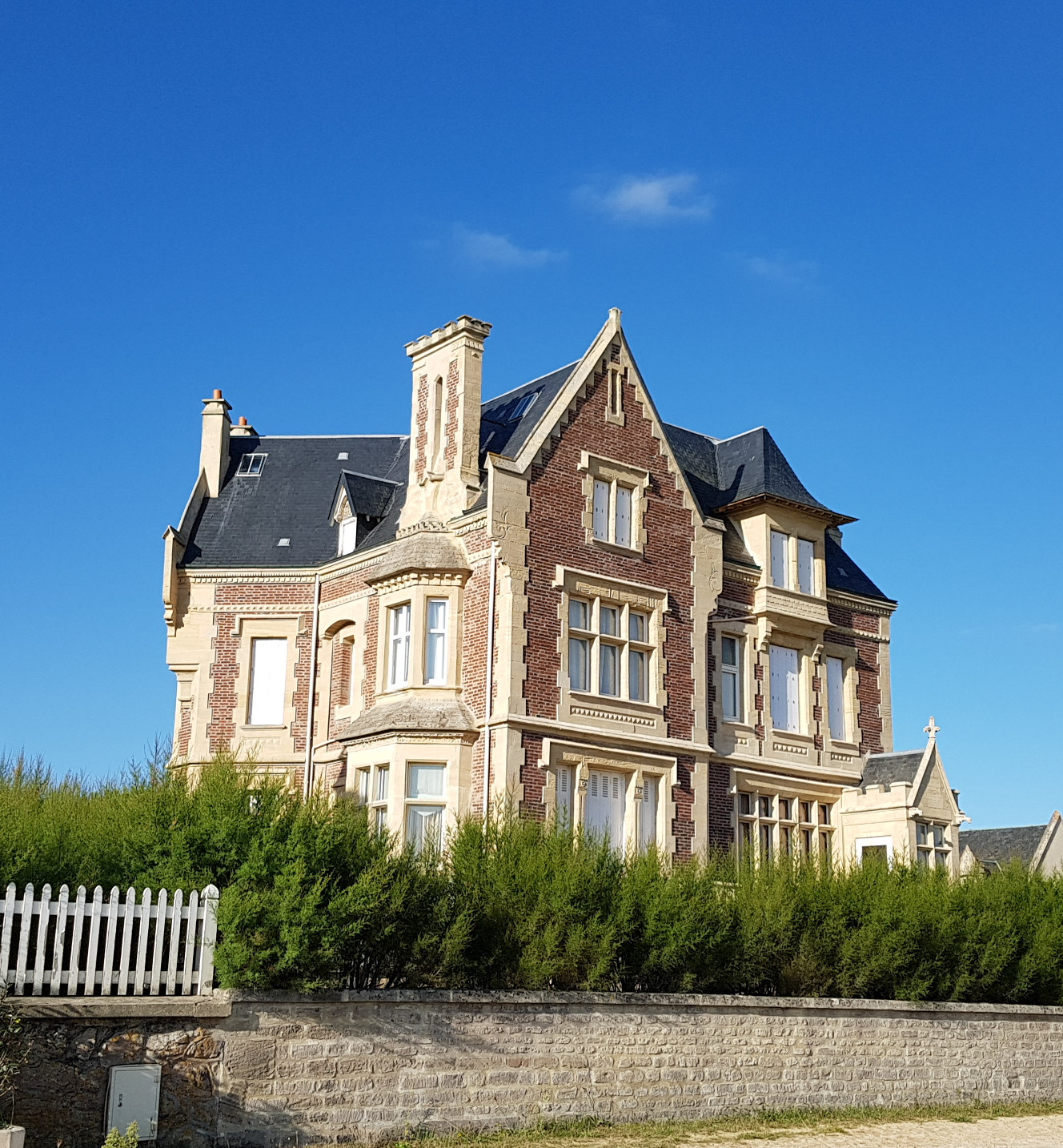
Villa Les Tamaris
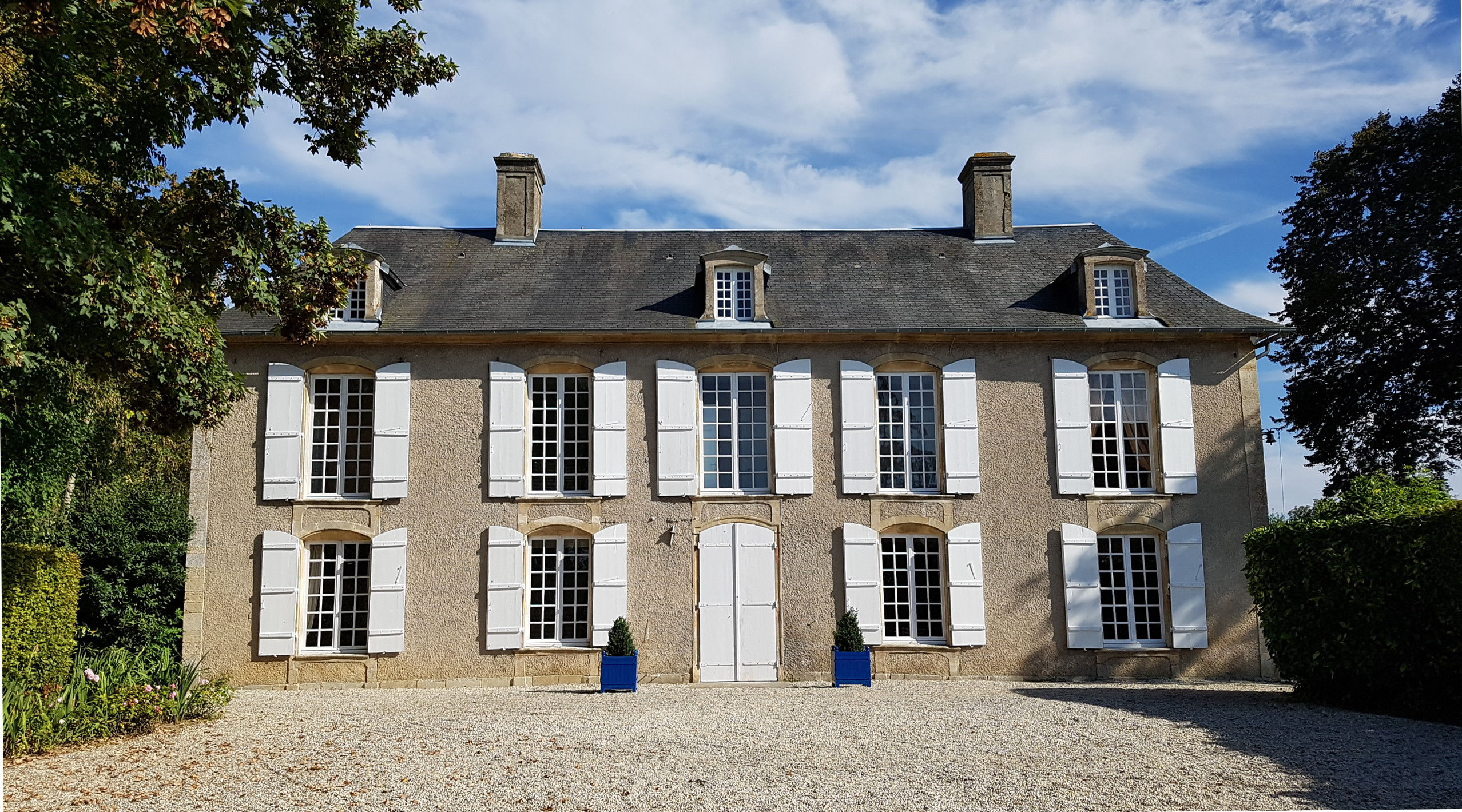
Le Manoir de Prébois

### Activité et manifestations

#### Sports
L'Étoile sportive d'Hermanville-sur-Mer fait évoluer deux équipes de football, l'une en ligue de Basse-Normandie, l'autre en division de district. Il existe également une équipe féminine.
L'Association Hermanville tennis de table propose la pratique du tennis de table loisirs le mardi soir à la salle polyvalente. Compétition loisir en championnat Ufolep.

#### Jumelages
- Tangmere (Royaume-Uni) depuis 1993 ;
- Nominingue (Canada) depuis 2002.

### Personnalités liées à la commune
- Jean-François Sarrasin (1614-1654) : écrivain et poète né dans la commune, retiré à Pézenas à la fin de sa vie où il mourut.
- Hippolyte Turgis (1828-1904), homme politique, né dans la commune.
- Alain Touraine (1925-2023), sociologue et philosophe français, né dans la commune.
- Aristide Olivier (1981-), maire de Caen (2024-), a grandi dans la commune

### Héraldique
| Armes d'Hermanville-sur-Mer | Les armes de la commune d'Hermanville-sur-Mer se blasonnent ainsi : Taillé : au 1er de gueules à deux léopards d'or, l'un au-dessus de l'autre, le premier senestré d'une croisette du même, le second mouvant de la partition, au 2e d'azur au drakkar d'or, la coque remplie de gueules, flammé d'or, habillé d'une voile d'argent chargée de quatre pals d'or, voguant sur une mer d'azur. Les deux léopards d'or sur champ de gueules rappellent les armes de la Normandie. |